# Josef Franz Natterer
Josef Franz Natterer (* 28. Mai 1819 in Wien; † 17. Dezember 1862 in Khartum, Sudan) war ein österreichischer Mediziner, Fotopionier und Forschungsreisender.

## Leben
Natterer promovierte, ebenso wie sein Bruder Johann August Natterer (1821–1900), zum Doktor der Medizin. Als Studenten hatten die Brüder 1840/41 erfolgreich die Technik der Daguerreotypie verbessert. Sie steigerten die Empfindlichkeit der Silberplatten durch ein Gemisch von Brom, Jod und Chlor derart, dass sie mit Hilfe eines von Petzval hergestellten Porträtobjektivs Lichtbilder in weniger als einer Sekunde herstellen konnten. Damit wurden erstmals in der Geschichte der Photographie Momentaufnahmen ausgeführt.
Durch seinen Vater Joseph fand er eine Anstellung als Kustos am kaiserlichen Naturalienkabinett.
1855 stellte Theodor von Heuglin in Wien seine umfangreiche Sammlung vor. Darauf gab Natterer seine Stellung auf und begleitete Heuglin nach Afrika. Im Herbst 1856 segelten die beiden den Nil aufwärts bis Dongola, durchquerten die Bayuda-Steppe und gelangten am 6. Dezember nach Khartum.
Neun Monate später übertrug ihm der erkrankte August von Genczik (1810–1864) provisorisch die Geschäfte der diplomatischen Vertretung Österreichs in Sudan. In den nächsten Jahren führte er ebenso die Amtsgeschäfte des französischen Vizekonsulats und der Englischen Kultivationsmission in Abessinien. 1858 kehrte er kurzzeitig nach Wien zurück, mit seltenem Affen und Vögel, vier Löwen, zwei Geparden, einer Antilope und zwei Wildeseln für die kaiserliche Menagerie in Schönbrunn. Ab Jänner 1859 war er wieder Konsulatsverweser in Khartum. Im Jahr 1858 wurde er zum Mitglied der Deutschen Akademie der Naturforscher Leopoldina gewählt.
Befreundet mit dem 1860 verstorbenen französischen Sklavenhändler Alphonse de Malzac, der in Rumbek eine Station betrieben hatte, sandte er einen Bericht nach Alexandria, in dem er die europäischen Händler am Weißen Nil als Räuber, Mörder und Sklavenhändler bezeichnete. Damit verschaffte er sich Feinde und nach zwei Anschlägen reiste er ab nach Ägypten, wo er dem Vizekönig Bericht erstattete. Vom Sultan in Konstantinopel ausgezeichnet, kehrte er nach Khartum zurück, unternahm aber nichts mehr gegen den Sklavenhandel.
Nach Streit mit dem neuen Generalkonsul in Alexandria, Gustav Franz Freiherr Schreiner, legte er im Sommer 1862 sein Amt als österreichischer Vizekonsul nieder. Im Dezember erlag er der Malaria.

## Mitgliedschaften
1840 wurde Natterer von Félix Édouard Guérin-Méneville als Mitglied Nummer 207 der Société Cuvierienne vorgestellt.